# ニューケント郡 (バージニア州)
ニューケント郡（英: New Kent County）は、アメリカ合衆国バージニア州の東部に位置する郡である。2010年国勢調査での人口は18,429人であり、2000年の13,462人から36.9%増加した。郡庁所在地は国勢調査指定地域のニューケント（人口239人）であり、同郡に法人化された町は無い。
ニューケント郡はリッチモンド・ピーターズバーグ地域に位置している。都市圏としてはリッチモンド大都市圏に属している。

## 歴史
ニューケント郡は1654年にヨーク郡から分離して設立された。郡名は、イングランドのケント州から採られた。ニューケント郡は、初代アメリカ合衆国大統領ジョージ・ワシントンの妻マーサ・ワシントンと、第10代大統領ジョン・タイラーの妻レティティア・クリスチャン・タイラーという2人のファーストレディの出生地である。ワシントン夫妻が結婚式を挙げたと考えられる教会はセントピーターズ教会であり、現在も礼拝を続けている。チカホミニー族インディアンがこの地域や近くのチャールズシティ郡に出入りしており、現在も2つの部族が存在している。
ニューケント郡の初期開拓者の中に、1684年に入植したニコラス・ジェントリーがいた。セントピーターズ教区の登録簿には、ジェントリーの娘が1687年に教会で洗礼を受けたと記録されている。この記録簿には別のジェントリー姓のピーターとサミュエルにも言及しており、おそらくジェントリーの親せきと考えられる。その後の郡の記録の多くが焼失し、ジェントリー家構成員の関係を識別することが困難になった。
2006年、アメリカ合衆国国勢調査局は、ニューケント郡を国内で成長率の高い郡100傑に挙げた。

## 地理
アメリカ合衆国国勢調査局に拠れば、郡域全面積は223平方マイル (579 km2)であり、このうち陸地210平方マイル (543 km2)、水域は14平方マイル (36 km2)で水域率は6.23%である。チカホミニー川が郡の南を、パマンキー川が北を、ヨーク川が東を流れている。

### 交通

#### 主要高規格道路
- 州間高速道路64号線が郡内を横切り、4つの出口がある。 アメリカ国道60号線とほぼ並行している。
- バージニア州道30号線
- バージニア州道33号線
- バージニア州道106号線
- バージニア州道155号線
- バージニア州道249号線
- バージニア州道273号線

#### 鉄道
郡内をノーフォーク・サザン鉄道とCSXトランスポーテーション路線が通っているが、旅客鉄道は無い。最も近いアムトラックの駅はウィリアムズバーグとリッチモンドにある。

#### 空港
ニューケント空港 (W96) が郡の西端、クイントン近くにある。一般用途空港である。旅客便と貨物便は、隣接するヘンライコ郡にあるリッチモンド国際空港が利用できる。ボトムスブリッジの西約10マイル (16 km) にある。

### 隣接する郡
- キングウィリアム郡 - 北
- キングアンドクイーン郡 - 東
- ジェームズシティ郡 - 南東
- チャールズシティ郡 - 南
- ヘンライコ郡 - 南西
- ハノーバー郡 - 西

## 人口動態
以下は2000年国勢調査による人口統計データである。
| 基礎データ - 人口: 13,462人 - 世帯数: 4,925 世帯 - 家族数: 3,895 家族 - 人口密度: 25人/km2（64人/mi2） - 住居数: 5,203軒 - 住居密度: 10軒/km2（25軒/mi2） 人種別人口構成 - 白人: 80.26% - アフリカン・アメリカン: 16.20% - ネイティブ・アメリカン: 1.29% - アジア人: 0.53% - 太平洋諸島系: 0.01% - その他の人種: 0.53% - 混血: 1.17% - ヒスパニック・ラテン系: 1.31% 年齢別人口構成 - 18歳未満: 25.0% - 18-24歳: 5.9% - 25-44歳: 32.0% - 45-64歳: 27.7% - 65歳以上: 9.4% - 年齢の中央値: 38歳 - 性比（女性100人あたり男性の人口） - 総人口: 102.6 - 18歳以上: 99.9 | 世帯と家族（対世帯数） - 18歳未満の子供がいる: 34.7% - 結婚・同居している夫婦: 66.6% - 未婚・離婚・死別女性が世帯主: 9.0% - 非家族世帯: 20.9% - 単身世帯: 16.6% - 65歳以上の老人1人暮らし: 5.6% - 平均構成人数 - 世帯: 2.65人 - 家族: 2.97人 収入と家計 - 収入の中央値 - 世帯: 53,595米ドル - 家族: 60,678米ドル - 性別 - 男性: 40,005米ドル - 女性: 28,894米ドル - 人口1人あたり収入: 22,893米ドル - 貧困線以下 - 対人口: 4.9% - 対家族数: 3.4% - 18歳未満: 7.4% - 65歳以上: 7.0% |

## CDP
郡内に法人化された町は無い。以下の未編入の町である。
| - ニューケント - 郡庁所在地 - ボルティモアクロスローズ - バーラムズビル - ボトムスブリッジ - エルサム | - ラネクサ - プロビデンスフォージ - クイントン - タリーズビル - ホワイトハウス |

## 教育
ニューケント郡教育学区には4つの学校がある。小学校2校、中学校1校と高校1校である。4校共にバージニア州教育省の認証を受けている。高校レベルではラッパハノック・コミュニティカレッジとの二重入学で、飛び級などが可能である。全学年で秀才教育や情操教育が行われている。
220人の資格ある教師、4人の校長、5人の教頭を含め430人以上が雇用されている。

## 見どころ
コロニアルダウンズ競馬場はサラブレッドとスタンダードブレッドの競馬場である。
ニューケント葡萄酒醸造所ブドウ園は、8年間の計画、植樹、建設後の2008年5月31日に開園した。

## 著名な出身者
- マーサ・ワシントン（1731年-1802年）、ジョージ・ワシントンの妻、ニューケント郡生まれ

## メディア
- 「ニューケント・チャールズシティ・クロニクル」、コミュニティ紙、隔週刊、広告特集号がその間に発行される
- ニューケント・ケーブルテレビ